# Rika Takayama
Pour les articles homonymes, voir Takayama (homonymie).
Rika Takayama (高山 莉加, Takayama Rika), née le 27 août 1994 à Miyakonojō, est une judokate japonaise combattant dans la catégorie des mi-lourds (-78kg) depuis 2012.

## Carrière
En 2013, Takayama devient championne d'Asie U21. En avril 2016, elle termine deuxième aux Championnats d'Asie, perdant en finale contre la Chinoiss Zhang Zhehui. La même année, Takayama remporte le tournoi du Grand Chelem à Tioumen. Deux ans plus tard, elle remporte le Grand Chelem à Ekaterinbourg en mars 2018. En avril, Takayama remporte son premier titre de championne du Japon.
Après une année 2019 moins réussie et l'interruption de la compétition en 2020 en raison de la pandémie de Covid-19, Takayama remporte son deuxième titre de championne du Japon en 2021. Lors du Paris Grand Slam en octobre 2021, elle atteint la finale pour s'incliner face à la Russe Aleksandra Babintseva. En 2022, Takayama perd en finale des Championnats du Japon face à Shori Hamada. En décembre 2022, elle remporte le Grand Chelem à Tokyo en battant Hamada en finale.
En 2023, Takayama remporte le tournoi du Grand Chelem à Tachkent et, un mois plus tard, elle redevient championne du Japon. Aux Jeux asiatiques de Hangzhou, Takayama s'inclinée en finale face à la Chinoise Ma Zhenzhao. En 2024, elle réitère sa victoire au Grand Chelem de Tachkent et remporte son cinquième tournoi du Grand Chelem. En avril 2024, elle devient championne d'Asie avec une victoire sur la Sud-Coréenne Yoon Hyun-ji.
Aux Jeux Olympiques de Paris, elle est battue dans le tournoi individuel en quarts de finale par l'Allemande Anna-Maria Wagner et perdu en petite finale pour le bronze contre la Portugaise Patrícia Sampaio. Dans la compétition par équipes mixte, les Japonais remporte la médaille d'argent derrière l'équipe de France même si elle parvient à prendre le dessus de Romane Dicko dans le combat de sa catégorie des +70 kg.

## Palmarès

### Compétitions internationales
| Année | Compétition         | Lieu      | Résultat | Catégorie         |
| ----- | ------------------- | --------- | -------- | ----------------- |
| 2016  | Championnats d'Asie | Tachkent  | 2e       | -78kg             |
| 2023  | Jeux asiatiques     | Hangzhou  | 2e       | -78kg             |
| 2024  | Championnats d'Asie | Hong Kong | 1re      | Par équipes mixte |
| 2024  | Jeux olympiques     | Paris     | 2e       | Par équipes mixte |